# John C. Porte
Pour les articles homonymes, voir Porte.
John Cyril Porte (26 février 1884 - 22 octobre 1919) est un pionnier britannique de l’hydraviation. 
Cet officier de l’Amirauté comprit très vite l’intérêt que pouvait représenter l’hydravion pour l’Empire Britannique et dès avant la Première Guerre mondiale il se rendit aux États-Unis pour travailler avec Glenn Curtiss. De cette collaboration naquit l’America, le plus gros hydravion alors jamais construit, destiné à une tentative de traversée de l’Atlantique Nord.
Le déclenchement de la Première Guerre mondiale entraîna l'annulation du projet et John C. Porte regagna la Grande-Bretagne, mais sa santé fragile l’empêcha d’obtenir un poste en première ligne. Réintégré dans le RNAS, il fut nommé commandant d’une unité d’entrainement à Hendon, avant de prendre, en 1915, le commandement de la base aéronavale de Felixstowe. Ce poste allait lui permettre de jouer un rôle actif dans le développement de la construction aéronavale en Grande-Bretagne.
Dès son retour, il avait usé de son influence pour convaincre les autorités britanniques de commander des Curtiss H-4, version militaire de l’America. Les premiers appareils arrivèrent en novembre 1914 à Felixstowe et furent rapidement remontés. Dès les premiers essais, ils furent jugés très sévèrement par les pilotes et Porte entreprit d’en modifier la coque. L’association de la nouvelle coque à la cellule du H-4 donna le Felixstowe F-1.
En équipant le H-12 d’une coque à 2 redans et de moteurs Rolls-Royce Eagle  VI, Porte  obtint le F.2A, puis une version agrandie, le F.5.  Ces hydravions, qui furent construits sous licence aux États-Unis comme H-16 et F-5L, connurent un très grand succès durant les derniers mois de guerre.
John C.Porte mourut à 36 ans de la tuberculose, au moment où les hydravions Felixstowe étaient progressivement retirés du service. La fin de la guerre rendait inutile la poursuite de longues patrouilles côtières.      